# Indolestes divisus
Indolestes divisus är en trollsländeart som först beskrevs av Hagen in Selys 1862.  Indolestes divisus ingår i släktet Indolestes och familjen glansflicksländor. Inga underarter finns listade i Catalogue of Life.